# Anulo
Anulo Halfdansson (también Ali de Haithabu, m. 812) fue un caudillo y príncipe vikingo de Jutlandia, Dinamarca y pretendiente al trono danés tras la muerte de Godofredo I.

## Biografía
Según las crónicas contemporáneas, pudo ser hijo de Halfdan de Haithabu, un gobernante danés que fue vasallo de Carlomagno en 807 y de probable vínculo directo con la familia real danesa; por lo tanto hermano de tres relevantes caudillos del momento y también aspirantes al trono Hemming, Harald Klak y Ragnfrid, los dos últimos más ocupados por asentarse en el imperio carolingio y obtener los favores de la corona de los francos en Frisia.
Fue tras la muerte del rey Hemming, su tío, Anulo vio la oportunidad de sucederle:
«No mucho más tarde llegan noticias de la muerte de Hemming, rey de los daneses. Sigifrid, sobrino de Godofredo, y Anulo, sobrino de Harold y del anterior rey, ambos deseaban sucederle. Siendo incapaces de llegar a un acuerdo sobre quien debería ser rey, prepararon a sus tropas, entraron en batalla y ambos murieron. No obstante, los partidarios de Anulo triunfaron, y eligieron a sus hermanos Heriold y Reginfrid como sus reyes. La parte derrotada se vio en la necesidad de unirse a Anulo y no rechazaron a los hermanos como reyes. Ellos dijeron que 10.940 hombres murieron en batalla.»
Con la muerte del rey Hemming, se desata la lucha por el poder entre las distintas facciones familiares, por un lado los herederos directos de la dinastía de Godofredo, Sigifrid, y por otro lado los de cierto Harold, o sea Anulo; según los anales francos ambos pretendientes tenían derecho sobre la corona danesa:
«Anulo, sobrino de Heriold y del último rey.»
Ambos murieron en el campo de batalla en 812, aunque según las crónicas parece que los partidarios de Anulo triunfaron. Tras la muerte de Anulo, su hermano Hemming Halfdansson (posiblemente Hemming II de quien casi nada hablan las crónicas por la brevedad de su reinado, si hubo) ocupó su lugar para defender los intereses familiares, aunque fueron los hijos de Godofredo, Horik I y un hermano, quienes gobernaron de facto a partir de 813 la mayor parte del territorio y durante mucho tiempo, siempre en constante litigio con Harald Klak y sus hermanos, con apoyo de los francos.
Algunos historiadores opinan que Hemming de Frisia fue probablemente hijo de Anulo.